# Gele elzenbladgalmug
De gele elzenbladgalmug (Jaapiella clethrophila) is een muggensoort uit de familie van de galmuggen (Cecidomyiidae). De wetenschappelijke naam van de soort is voor het eerst geldig gepubliceerd in 1917 door Rübsaamen.